# Carlos Berlanga
Carlos García-Berlanga Manrique (Madrid, 11 de agosto de 1959-ibidem, 5 de junio de 2002), artísticamente Carlos Berlanga, fue un cantante, compositor y letristaespañolde música pop y una de las figuras centrales de la Movida madrileña. Su etapa más reconocida corresponde a los años ochenta, cuando formó parte de grupos como Kaka de Luxe, Alaska y los Pegamoides y, muy especialmente, Alaska y Dinarama.
En su faceta de diseñador y pintor destaca la realización del cartel de la película Matador (1986) de Pedro Almodóvar y del de la XIII Mostra de Valencia. Entre 1989 y 1990 realizó unas tiras cómicas para el diario ABC (de Madrid).
Era bisnieto del abogado y político Fidel García Berlanga (1859-1914), nieto del abogado y político José García-Berlanga (1886-1952), hijo del cineasta Luis García Berlanga (1921-2010) y hermano del escritor Jorge Berlanga (1958-2011).

## Biografía
Carlos García-Berlanga Manrique nació en Madrid el 11 de agosto de 1959, hijo del director de cine Luis García Berlanga y de María Jesús Manrique de Aragón. Tuvo tres hermanos: José Luis, Jorge y Fernando. Comenzó a estudiar la carrera de Derecho, pero no llegó a terminar la licenciatura, volcándose de lleno en diversas inquietudes artísticas.

"Me gusta más pintar que componer o cantar, lo que pasa es que la música te da más satisfacciones y más pelas. Es que cada seis meses recibo pelas de la SGAE, gracias a que «¿A quién le importa?» se ha convertido en un himno gay cobro derechos de autor y vivo de eso. Pero pintar me gusta más".
Carlos Berlanga (lafonoteca.com) 

### 1977-1989: con Kaka de Luxe, Alaska y los Pegamoides y Dinarama
En 1977 creó ―en compañía de El Zurdo, Manolo Campoamor, Enrique Sierra, Alaska, Nacho Canut y Pablo Martínez― el grupo de música punk rock Kaka de Luxe, que editaría ese mismo año un extended play y, en 1983, ya disuelto el grupo, el elepé Las canciones malditas.

"Lo que pasa es que poner un nombre a ese asunto me parece muy ridículo, porque éramos un grupo de gente que hacíamos cosas, simplemente. Pero no estábamos unidos, no éramos como los surrealistas en París, o los dadaistas que hacían un manifiesto y se reunían. Dio la casualidad que estábamos en un sitio clave, en el momento clave; fue eso; el momento y el sitio y aquello explotó, pero no porque tuviéramos intenciones"
Carlos Berlanga (austrohungaro.com) 

En 1979, tras la desaparición de Kaka de Luxe y en compañía de tres de sus antiguos compañeros, Alaska, Manolo Campoamor y Nacho Canut, más la incorporación de Ana Curra y de Eduardo Benavente (más tarde), creó un nuevo grupo, Alaska y los Pegamoides, que publicaría varios sencillos y un elepé llamado, irónicamente por tratarse de un debut, Grandes éxitos, dado que su repertorio era de sobra conocido por sus seguidores después de infinidad de conciertos y maquetas. Berlanga escribió en solitario uno de los éxitos del grupo, «Bote de Colón» y, en compañía de Canut, otros como «Horror en el hipermercado», «La rebelión de los electrodomésticos» y muy especialmente, el discotequero «Bailando», que se convirtió en un gran éxito en varios países.

"Fue uno de los mayores talentos que yo haya conocido. No sólo para la música, también poseía unas dotes increíbles para pintar, dibujar y diseñar. Fue un compañero maravilloso en unos años maravillosos".
Pedro Almodóvar (efeeme.com, 5 de junio de 2007) 

En 1982, de nuevo en compañía de Alaska y Nacho Canut, formó el grupo Alaska y Dinarama, que conseguiría un éxito masivo, llegando a vender de sus cinco elepés, y hasta la disolución del grupo en 1989, más de cuatro millones de discos. De esa etapa, compuestos por Berlanga y Canut, han quedado himnos generacionales como «Cómo pudiste hacerme esto a mí», «Un hombre de verdad», «Ni tú ni nadie», «¿A quién le importa?» o «Rey del glam».
En 1989, tras la publicación del último disco de Dinarama, Fan fatal, y después de meses de pública discrepancia que desembocaron en enfrentamientos personales con sus compañeros por la evolución musical que había adoptado el grupo, Carlos abandonó este y emprendió su carrera en solitario que, aunque con cierta repercusión en los ambientes considerados independientes, nunca llegaría a alcanzar la relevancia de su etapa anterior.

"Lo llegué a aceptar, pero me molesta. A mi me parecería muy bien que las canciones que no son mías fueran de Olvido y Nacho, pero es que las canciones que no son mías están compuestas por gente que no es del grupo. Estaba en un grupo que, mientras yo bebo vino en las comidas, ellos beben agua, toman vitaminas y hablan de culturismo y de ponerse pantalón de ciclista porque tienen mucha pata”.
Carlos Berlanga (lafonoteca.com) 

### 1989-2002: en solitario
En 1990, pocos meses después de su ruptura con Alaska y Dinarama, salió a la venta su primer disco en solitario, El ángel exterminador. Producido por Luis Carlos Esteban para Hispavox, incluye diez canciones, entre ellas la que da título al álbum, que hace referencia a la película homónima de Luis Buñuel, y a Felisín, El Ángel Exterminador, personaje secundario de un cómic de Juan Carlos Eguillor.

"No pienso formar un grupo nunca más. Prefiero estar solo y coger músicos contratados. Me gusta controlar lo que hago, desde el principio hasta el final, y no tener ninguna opinión que pueda cambiar lo que estoy haciendo. También tengo el proyecto de colaborar con Miguel Bosé, me apetece muchísimo. Hay gente que piensa que Miguel no procede; a mí, su último disco –“XXX” (WEA, 1987)– me parece de lo mejor que ha salido en España en los últimos años".
Carlos Berlanga (lafonoteca.com) 

En 1994 editó su segundo trabajo, Indicios, para el sello discográfico Compadres. Producido por Juan Manuel Sueiro, contiene otros diez temas en cuyas letras colabora Paloma Olivié. Destacan «La funcionaria», con Vainica Doble, y «Aguas de Março», el clásico de Antonio Carlos Jobim, donde colabora Ana Belén. La portada del disco es igualmente un homenaje a la del disco Wave del artista brasileño. Indicios fue reeditado en 2003 por el sello Austrohúngaro.

"Siempre he querido ser una super pop star, aunque personalmente no quiera ser popular, que es otro tema. Siempre he querido tener un grupo famoso que llenara grandes locales y vendiese muchos discos, y no tengo ninguna mala conciencia por desear eso. No me gusta tocar en público y no tengo grupo"
Carlos Berlanga (lafonoteca.com) 

Su tercer disco, Vía satélite alrededor de Carlos Berlanga, salió a la venta en 1997. Producido por Fangoria y Big Toxic para Edel, es un trabajo de sonido electrónico que se desmarca de su tradicional estilo pop. Contiene trece canciones, destacando la participación de Alaska en «Políticamente Incorrecto» y «La cajera». Nacho Canut coescribió las letras.
En 2001 publicó su último disco, Impermeable, para el sello Elefant Records. Producido por Ibon Errazkin (ex Le Mans) y mezclado en Londres por Ian Catt (Saint Etienne, Shampoo…). Colaboraron Parade, Alaska (Olvido Gara) de Fangoria y Mikel de La Buena Vida, y supone un retorno a sus inicios de pop elegante y sofisticado, con un total de diez canciones, dos de ellas sendas versiones de M. Jonasz y Tom Jobim.

### Fallecimiento
Carlos Berlanga falleció en su Madrid natal el 5 de junio de 2002 a la prematura edad de 42 años, a consecuencia de una larga enfermedad hepática, dejando un legado de unas 185 canciones que interpretaron, además de él y sus grupos, artistas tan dispares como Fangoria, Raffaella Carrá, Sara Montiel, Miguel Bosé, Thalía, La Casa Azul, Omara Portuondo, Rozalén, Ana Belén, Pedro Almodóvar, Enrique Urquijo, Loquillo, Raphael y Rita Pavone, Bebe, Xoel López, Javier Álvarez, Edith Salazar, Soleá Morente, etc.

"A Carlos desde niño siempre le persiguió una existencia estética que habitualmente chocaba con las prosaicas normas de la vida cotidiana. De ahí la defensa de una frivolidad ilustrada, el desprecio a la política y a la intelectualidad trascendente a favor de un enciclopedismo trivial, el gusto por los géneros fantásticos y la afición morbosa por los seriales televisivos y la cultura basura".
Jorge Berlanga (jenesaispop.com, 5 de junio de 2022)

## Discografía
| Con Kaka de Luxe - Kaka de Luxe (EP) (1977). - Kaka de Luxe/Paraíso (1978). - Las canciones malditas (1983). Con Alaska y los Pegamoides - Grandes éxitos (1982). - Alaska y los Pegamoides (1982). | Con Alaska y Dinarama - Canciones profanas (1983). - Deseo carnal (1984). - No es pecado (1986). - Diez (1987). - Fan fatal (1989). | En solitario - El ángel exterminador (1990). - Indicios (1994). - Vía satélite alrededor de Carlos Berlanga (1997). - Impermeable (2001). |

## Homenajes y exposiciones
En 2009, con motivo de la XXX edición de la Mostra de Valencia, aprovechando el homenaje que se le rindió a la familia Berlanga y coincidiendo con el que habría sido su cincuenta aniversario, se inauguró, con el apoyo del Ayuntamiento de Madrid, la exposición titulada (en referencia a uno de los títulos de sus LP en solitario) «Viaje satélite alrededor de Carlos Berlanga». En ella se exponía un gran número de obras pictóricas, esculturales, diseños gráficos de carteles, tiras cómicas, retratos del artista y un audiovisual con entrevistas y actuaciones. Posteriormente, se editó el catálogo de la exposición, incluyendo material del incluido en las salas, que incluyó un CD recopilatorio con tres canciones inéditas y largas declaraciones de sus más allegados.
Un año después, en 2010, se publicaron dos discos sobre su obra: «Reproches y vehemencias», la primera compilación sobre su trabajo discográfico, y también el disco homenaje «Viaje satélite alrededor de Carlos Berlanga» en el que un grupo de artistas hacían versiones de las canciones de Carlos Berlanga. Publicado por El Volcán Música, la nómina de músicos que realizan versiones incluye a Bebe, Fangoria, Bernardo Bonezzi, Xoel López, Astrud, Hidrogenesse o Chico Y Chica. Curiosamente, el disco homenaje obtuvo mejor repercusión que el disco oficial recopilatorio.
En 2013 Pablo Sycet comisarió una exposición titulada «Carlos Berlanga: imágenes, palabras… y música» en el Espacio Cultural MIRA de Pozuelo (Madrid) que incluyó conferencias de profesionales y expertos, como Rafa Cervera, y mesas redondas, en las que participaron personalidades como Jesús Ordovás y Mario Vaquerizo.
En 2016 vio la luz la recopilación «Integral», editada por la discográfica Lemuria Music. Incluye todos los discos en solitario de Carlos Berlanga en formato vinilo y CD, además de actuaciones, entrevistas y un libreto de 60 páginas con textos de artistas contemporáneos a su época como Miguel Bosé, Pedro Almodóvar, Alaska y Nacho Canut.